# François Englert
François Englert (født 6. november 1932 i Etterbeek, Belgien) er en belgisk teoretisk fysiker, som har leveret vigtige bidrag til teorien omkring Higgs-boson. Han er professor emeritus ved Université Libre de Bruxelles. I 2004 modtog han sammen med Peter Higgs og Robert Brout Wolfprisen i fysik.
Englert blev tillige i 2013 tildelt Nobelprisen i fysik sammen med Peter Higgs.